# Pagode
|  | For mønten, se Pagode (mønt) |
Pagode er den europæiske benævnelse på de fritstående templer i Indien og Kina i modsætning til de indiske grottetempler. Ordet pagode kommer af det sanskritiske bhagavati, "hellig dyrkelses hus", eller den dravidiske form pogodi.
Pagoden, der er skabt af buddhismen, men også kan forekomme i brahmanismen, er sikkert udviklet af den buddhistiske dagope eller tope(se stupa), kuppelformede monumenter, bestemt til at indeholde relikvier af Buddha eller andre helgener, eller blot til erindring om en begivenhed i en buddhas liv.
I den ældre buddhistiske arkitektur kan pagoderne forekomme både som selvstændige bygninger og som altre. Senere udviklede både nybramanismen og den bagindiske buddhisme den egentlige pagode, hvis former og udstyr er meget skiftende, men som altid har en mere eller mindre tårnagtig karakter.